# Meta Vaux Warrick Fuller

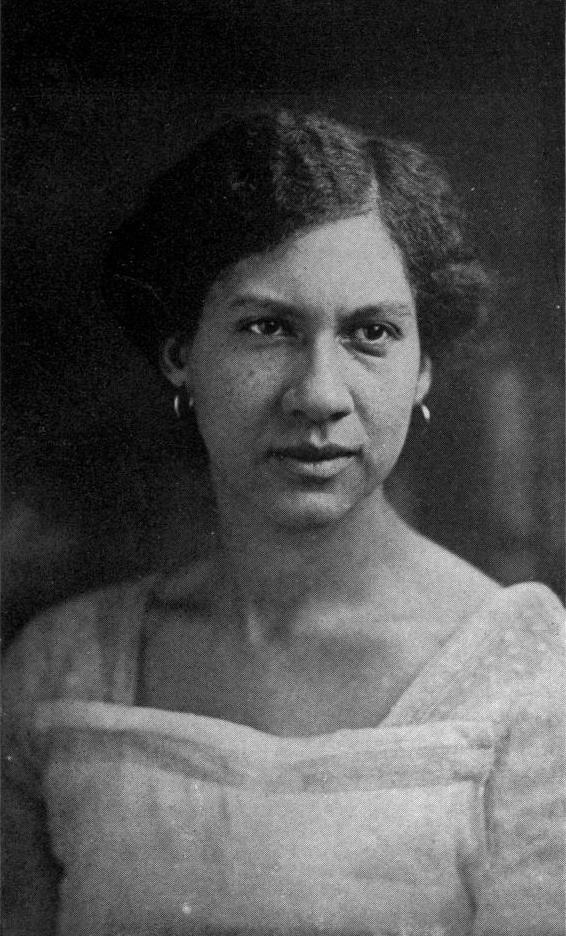
Meta Warrick Fuller

Meta Vaux Warrick Fuller (geborene Meta Vaux Warrick, * 9. Juni 1877 in Philadelphia (Pennsylvania, USA); † 18. März 1968 in Framingham (Massachusetts, USA)) war eine afroamerikanische Künstlerin, die berühmt wurde für die Inszenierung afrozentrischer Themen. Sie war eine vielseitige Künstlerin, die auch Gedichte schrieb und malte, aber insbesondere als Bildhauerin berühmt wurde. Sie machte sich in Paris einen Namen als Bildhauerin und ging anschließend zurück in die USA. Warrick war eine Schülerin von Auguste Rodin und wurde als "eine der fantasievollsten schwarzen Künstlerinnen ihrer Generation" bezeichnet. Sie schuf Arbeiten mit starken sozialen Inhalten, zum Beispiel schuf sie eine Skulptur von Mary Turner, einer jungen Frau, schwarz, verheiratet und schwanger, die einen Tag nach ihrem Protest gegen das Lynchen ihres Mannes 1918 in Georgia selber gelyncht wurde.

## Kindheit

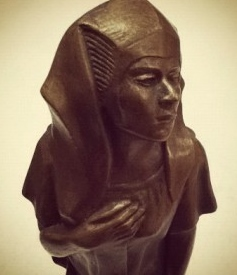
Meta Vaux Warrick Fuller, Ethiopia Awakening, Bronze Skulptur, 1910

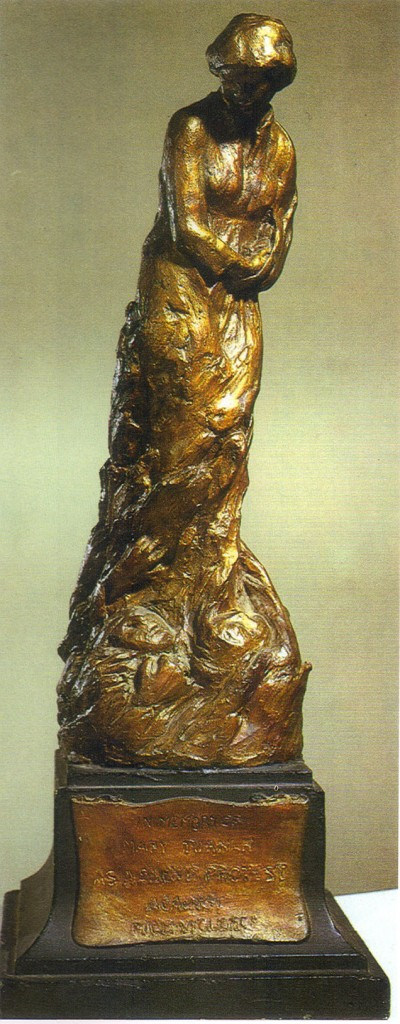
Meta Vaux Warrick Fuller, Mary Turner, bemalte Gips Skulptur, 1919

Meta Vaux Warrick wurde 1877 in Philadelphia geboren. Ihre Mutter Emma, geb. Jones, war Kosmetikerin und ihr Vater William H. Warrick war Barbier. Beide waren einflussreiche Persönlichkeiten in der afroamerikanischen Gesellschaft Philadelphias. Meta Vaux wurde nach der Tochter von Senator Richard Vaux, einem Kunden ihrer Mutter, benannt.
Philadelphias große schwarze Gemeinschaft hatte sich damals bereits etabliert und war sozial und intellektuell aktiv. Zu Beginn des 20. Jahrhunderts kamen Tausende Schwarze aus dem ländlichen Süden. Dadurch wuchs die Zahl schwarzer Organisationen und Institutionen in Philadelphia. Bildung, Kultur und soziale Aktivitäten wurden in Warricks Familie gefördert und auch erwartet. So erhielt Meta eine Ausbildung in Kunst, Musik, Tanz und Reiten. Sie war eine der wenigen, die aus den öffentlichen Schulen in Philadelphia für die Kunstschule von J. Liberty Tadd ausgewählt wurde. Warricks künstlerische Ausbildung hatte bereits zu Hause begonnen. Ihr Vater interessierte sich für Bildhauerei und Malerei. Ihre ältere Schwester, die allerdings später wie ihre Mutter Kosmetikerin wurde, interessierte sich ebenfalls für Kunst und arbeitete mit Ton, mit dem Meta experimentieren konnte. Ihr Bruder und ihr Großvater faszinierten sie mit ihren endlosen Horrorgeschichten. Diese Einflüsse prägten zum Teil ihre Skulpturen, als sie sich schließlich als international ausgebildete Künstlerin entwickelte, die auch als Bildhauerin des Schreckens bekannt wurde.

## Künstlerische Ausbildung
Warrick begann ihre Karriere als Künstlerin, nachdem eines ihrer Highschool-Projekte für die Aufnahme in die Weltausstellung 1893 in Chicago ausgewählt worden war. Aufgrund dieser Arbeit erhielt sie 1894 ein Stipendium für das Pennsylvania Museum and School of Industrial Art (PMSIA) (heute Kunsthochschule für Kunst und Design), wo ihre Begabung für Bildhauerei gefördert wurde. Sie wollte sich nicht auf die traditionell "weiblichen" Themen beschränken und gestaltete Werke, die von der grausamen Bildsprache der Literatur und Malerei des Fin de Siècle beeinflusst wurden. 1898 erhielt sie ihr Diplom und ihr Lehrerinnen-Zertifikat.
Nach ihrem Abschluss reiste Warrick nach Paris, wo sie bei Raphaël Collin studierte. Sie studierte als Bildhauerin an der Académie Colarossi und als Zeichnerin an der École des Beaux-Arts. Warrick war im American Women's Club in Paris mit Rassendiskriminierung konfrontiert, als man ihr die Unterbringung verweigerte, obwohl sie bereits vor ihrer Ankunft reserviert hatte. Der afroamerikanische Maler Henry Ossawa Tanner, ein Maler und Freund der Familie, besorgte ihr daraufhin eine Unterkunft und stellte sie seinem Freundeskreis vor. Er wurde ihr wichtigster Mentor während ihrer Studienzeit in Paris.
Warricks Arbeit wurde in Paris, wo sie bis 1902 studierte, ausdrucksstärker. Beeinflusst durch Auguste Rodin, dessen Schülerin sie 1902 wurde, stellte sie die Spiritualität des menschlichen Leidens dar. Rodin meinte zu ihr: "Mein Kind, Du bist eine Bildhauerin. Du hast das Gefühl für Form in deinen Fingern".
In Paris traf Warrick Fuller den amerikanischen Soziologen W.E.B. DuBois, der ein lebenslanger Freund und Vertrauter blieb. Er ermutigte Warrick, sich in ihrer Arbeit an afrikanischen und afroamerikanischen Themen zu orientieren. Am Ende ihrer Zeit in Paris war sie weithin bekannt und hatte ihre Werke bereits in vielen Galerien ausstellen können.
Samuel Bing, Förderer von Aubrey Beardsley, Mary Cassatt und Henri de Toulouse-Lautrec erkannte auch ihre Fähigkeiten und organisierte eine Einzelausstellung für sie in seinem Salon de l'Art Nouveau (Maison de l'Art Nouveau). 1903, kurz bevor Warrick in die USA zurückkehrte, wurden zwei ihrer Werke, The Wretched und The Impenitent Thief, im Salon de Paris ausgestellt.
Als sie 1903 nach Philadelphia zurückkehrte, wurde Warrick Fuller von Mitgliedern der Kunstszene aufgrund ihrer Rasse gemieden, weil ihre Kunst als "domestic" galt.

## Künstlerin

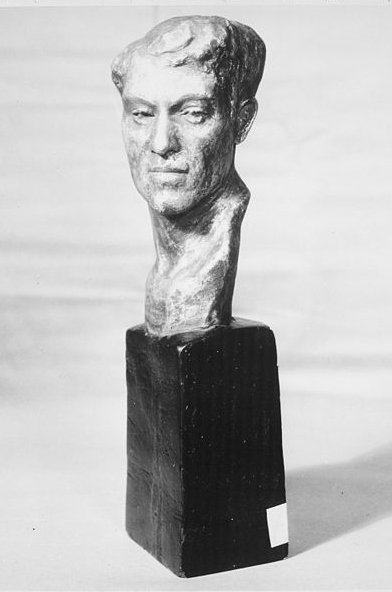
Meta Warrick Fuller: Dark Hero

Warrick Fuller schuf Werke aus ihrer afroamerikanischen Lebenserfahrung heraus, die revolutionär waren. Sie repräsentierten Kunst, Natur, Religion und Nation. Sie gilt als Vorläuferin der Harlem Renaissance, einer in New York aktiven Bewegung von Afroamerikanern, die Kunst verschiedener Genres schufen, eine afroamerikanische Kunstszene. Das Danforth Museum in Framingham, das eine große Sammlung ihrer Werke besitzt, meint, dass Warrick Fuller "allgemein als eine der ersten afroamerikanischen weiblichen Bildhauerinnen angesehen wird".
Warrick Fuller, die sehr gläubig war, schuf jedes Jahr mindestens ein religiöses Kunstwerk. Sie gestaltete aber auch eher literarische Skulpturen oder auch Porträts. Obwohl sie selber sagte, dass sie sich nicht auf afroamerikanische Typen spezialisieren könne, wurde Warrick Fuller eine wichtige Chronistin der alltäglichen Lebenserfahrungen der Schwarzen in den USA. Warrick Fuller ist bekannt für ihre Skulpturen, die die Krisen und die Traurigkeit des afroamerikanischen Lebens darstellen. Dazu gehören Mary Turner, Talking Skull und insbesondere Ethiopia Awakening. Ethiopia Awakening ist die Skulptur einer afrikanischen Frau, die wie aus einem Kokon heraus bricht und die Schwarzen in den USA repräsentiert. Mary Turner war ihr Protest gegen den Lynchmord an einer jungen, schwarzen, schwangeren Frau in Lowndes County in Georgia. Ihre Zeitgenossin Angelina Weld Grimké hatte die Kurzgeschichte Goldie geschrieben, die diesen Mord beschreibt. Talking Skull thematisiert Fragen von Leben und Tod im Rahmen eines afrikanischen Märchens.
1910 brannte ein Lagerhaus in Philadelphia ab, in dem sie ihre Werke und auch ihr Werkzeug aufbewahrt hatte. Sie verlor viele Werke, die sie in den letzten 16 Jahren geschaffen hatte. Die Verluste waren auch emotional verheerend für sie.

## Ausstellungen

### 1907 Jamestown Tercentennial
Warrick Fuller erhielt 1907 als erste afroamerikanische Frau einen US-Regierungsauftrag: Sie erstellte für die Jamestown Tercentennial Exposition in Norfolk, Virginia, eine Reihe von Tableaus, die historische afroamerikanische Ereignisse darstellen. Unter den Tableaus waren auch vierzehn Dioramen und 130 bemalte Gipsfiguren, die Szenen von Sklaven zeigten, wie zum Beispiel deren Ankunft 1617 in Virginia, aber auch das einfache Leben der Schwarzen. Jede Szene bestand aus gemalten Gipsfiguren und umfangreichen gemalten Kulissen. Die 14 Tableaus zeigten die Landung der ersten Sklaven in Jamestown, Sklaven bei der Arbeit in einem Baumwollfeld, einen flüchtigen Sklaven im Versteck, eine Versammlung der ersten African Methodist Episcopal Church, einen Sklaven, der das Haus seines Besitzers während des Bürgerkriegs verteidigt, befreite Sklaven, die ihr eigenes Zuhause bauen, einen unabhängigen schwarzen Bauern, Baumeister und Unternehmer, einen schwarzen Geschäftsmann und Bankier, Szenen in einem modernen afroamerikanischen Haus, einer Kirche und einer Schule, und schließlich die College-Aufnahme eines Schwarzen. Der Historiker W. Fitzhugh Brundage meinte, dass Fullers Tableaus die Steigerung der Fähigkeiten der Schwarzen darstellen, deren Bestrebungen und Erfahrungen, sie seien eine überzeugende Alternative zur weißen Repräsentation der Geschichte. Warricks Fullers Tableaux wurden im Negro Building prominent präsentiert, wo sie 15.000 Quadratmeter belegten. Für ihre Arbeit an den Tableaus wurde Warrick Fuller von den Ausstellungsleitern mit einer Goldmedaille ausgezeichnet.

### Andere Ausstellungen
Warrick Fuller stellte 1906, 1908 und 1920 an der Pennsylvania Academy of Fine Arts aus.
Sie schuf 1921 eines ihrer berühmtesten Werke Äthiopien für die America's Making Exhibition. Diese Veranstaltung sollte die Beiträge von Einwanderern zur US-amerikanischen Kunst und Kultur hervorheben. Die Skulptur war in der Colored Section der Ausstellung zu sehen und symbolisierte eine neue schwarze Identität, die auch in der Harlem Renaissance auftauchte. Sie repräsentierte den Stolz der Afroamerikaner auf ihr afrikanisches und schwarzes Erbe und ihre Identität.
1922 zeigte Fuller ihre Skulpturen in der Boston Public Library. Ihre Arbeiten wurden im Rahmen einer Ausstellung für die Tanner League gezeigt, die in den Studios der Dunbar High School in Washington, D.C. stattfand. In der Folgezeit war sie zwar nicht so anerkannt wie in ihrer Pariser Zeit, aber sie stellte weiterhin ihre Arbeiten aus. Ihre letzte Ausstellung war 1961 an der Howard University in Washington, D.C.

## Familie
Im Jahr 1907 heiratete Warrick den bekannten Arzt Solomon Carter Fuller. Er war liberianischer Abstammung und einer der ersten schwarzen Psychiater in den USA. Als sie heirateten, war er Mitarbeiter in der Pathologie des Westborough State Hospital in Westborough, Massachusetts. Das Paar ließ sich 1910 in Framingham, Massachusetts, nieder und hatte drei Söhne.
Weiße Nachbarn ärgerten sich über die schwarze Familie. Sie versuchten sie mit Hilfe einer Petition zu vertreiben und schlossen sie aus der Nachbarschaft aus. Warrick Fuller verließ daraufhin ihre Kirche. Nach dem Brand 1910 baute sie hinter ihrem Haus ein Atelier auf. Ihr Mann unterstützte sie nicht in ihrer künstlerischen Arbeit. Sie formte in dieser Zeit viele traditionelle religiöse Szenen. Obwohl sie die Kirche verlassen hatte, interessierte sie sich weiterhin für religiöse Themen.
Solomon Fuller starb 1953. Ihr gemeinsamer Sohn Robert Fuller arbeitete einige Zeit als Lehrer an der Framingham High School.
Meta Vaux Warrick Fuller starb am 13. März 1968 im Cardinal Cushing Hospital in Framingham, Massachusetts.

## Späte Anerkennung
Seit dem späten 20. Jahrhundert findet das Werk von Warrick Fuller neues Interesse. Ihre Arbeiten wurden 1988 in einer Wanderausstellung im Crocker Art Museum in Sacramento zusammen mit Werken von Aaron Douglas, Palmer C. Hayden und James Van Der Zee gezeigt. Ihre Arbeiten wurden auch 1998 in einer Wanderausstellung mit dem Titel Three Generations of African American Women Sculptors: A Study in Paradox in Georgia gezeigt.
Das Danforth Museum in Framingham verfügt über eine große Sammlung von Warrick Fullers Skulpturen. Viele wurden von November 2008 bis Mai 2009 in einer Solo-Retrospektive gezeigt.

## Dichtung
Ihr Gedicht "Departure" war Teil einer Sammlung, die 1991 unter dem Titel Now is Your Time! The African-American Struggle for Freedom herausgegeben wurde.
The time is near (reluctance laid aside)
I see the barque afloat upon the ebbing tide
While on the shores my friends and loved ones stand.
I wave to them a cheerful parting hand,
Then take my place with Charon at the helm,
And turn and wave again to them.
Oh, may the voyage not be arduous nor long,
But echoing with chant and joyful song,
May I behold with reverence and grace,
The wondrous vision of the Master's face.

## Arbeiten
- Bacchante, bemalte Gipsskulptur, 1930[23]
- Bust of a young boy, Bemalte Gipsfigur[10]
- Danse Macabre, Bemalte Gipsfigur[10]
- Dark Hero[23]
- Ethiopia, bemalte Gipsfigur, etwa 1921[23]
- Ethiopia Awakening, Bronze Skulptur, 1914[24]
- Emancipation, Gipsfigur, 1913; in Bronze, 1999
- Henry Gilbert, painted plaster sculpture, 1928[23]
- Jason, Bemalte Gipsfigur, Danforth Museum[23]
- Les Miserables, Bronze Skulptur, Maryhill Museum of Art, Goldendale, Washington[23]
- Lazy Bones, 1930[10]
- Lazy Bones in the Shade, Bemalte Gipsfigur, ca. 1937[23]
- Man Eating His Heart or Secret Sorrow, bemalte Gipsfigur, ca. 1900[25]
- Mary Turner (A Silent Protest Against Mob Violence), Bemalte Gipsfigur, 1919, Museum of Afro-American History, Boston, Massachusetts[26]
- Mold for Crusaders for Freedom, nicht datiert[10]
- Mother and Child, Bronze Abdruck, 1962, Massachusetts Institute of Technology[23]
- Phyllis Wheatley (1753-1784), Bemalte Gipsfigur, 1925[23][27]
- Refugee, Bemalte Gipsfigur, 1940[23]
- Reverie, Plastilin, nicht datiert[10]
- Self Portrait, ungebrannter Ton, nicht datiert[10]
- Storytime, Bemalte Gipsfigur, 1961[10]
- Talking Skull, Bronze Skulptur, 1937, Museum of Afro-American History, Boston, Massachusetts[23]
- Te Adoremus Domine, Bemaltes Gipsbild, nicht datiert[10]
- The Good Shepherd, Bemalte Gipsfigur, ca. 1926[23]
- The Waterboy II, Bemalte Gipsfigur, 1930[10]

## Links
- Meta Vaux Warrick Fuller (More Women Artists)
- Meta Vaux Warrick Fuller (encyclopedia)